# ミャンマーの大統領
ミャンマーの大統領（ミャンマーのだいとうりょう、ビルマ語: ပြည်ထောင်စု သမ္မတ မြန်မာနိုင်ငံတော်‌ သမ္မတ）は、ミャンマーの元首および政府の長である大統領である。
2021年の軍事クーデター以降は人事が流動的になっており、クーデター勢力（ミャンマー国軍）と反クーデター勢力（国民民主連盟を中心とする民主派勢力）がそれぞれ異なる人物を大統領と認識している（後述）。

## 概要

### 1947年憲法
1947年制定の初代憲法では、大統領は民族代表院（上院）と地域代表院（下院）の議員によって選出され、行政権を有していた。助言を与える補助機関として、首相と国務大臣からなる連邦政府（内閣の名称）が存在し、首相は下院の指名に基づいて大統領が任命し、国務大臣は首相の指名に基づいて大統領が任命した。任期は5年で、各主要民族から順次選出される不文律があった。

### 第一軍政 (1962-1974)
1962年から1974年までの間、ビルマでは軍事政権の最高決定機関であるビルマ連邦革命評議会の議長が、大統領の代わりに国家元首職を務めていた。

### 1974年憲法
1974年制定の第二代憲法では、大統領は国家を代表する存在で、国家評議会の議長が大統領に就任することとなっていた。

### 第二軍政 (1988-2008)
1988年以降は、軍事政権の最高決定機関である国家平和発展評議会（SPDC）の議長が、大統領の代わりに国家元首職を務めている。

### 2008年憲法
2008年に制定された現行憲法の規定により、大統領と二人の副大統領が連邦議会によって選出されることとなった。なお、任期途中で大統領が辞任した場合には第一副大統領が一時的に大統領代行となり、7労働日以内に連邦議会で後任の大統領を選出しなければならない。

### 2021年のクーデター以降
2021年のクーデター以降、大統領職の扱いはクーデター勢力と反クーデター勢力とで対応が分かれている。
クーデター勢力のミャンマー国軍は第一副大統領のミンスエを大統領代行としながら、憲法417条の規定に基づいて非常事態宣言を布告した際に国政の実権を国軍総司令官のミン・アウン・フラインが就任した国家行政評議会議長へと移管している。
2024年7月22日から、ミン・アウン・フラインが病気治療中のミンスエに代わって、大統領代行も兼務している。
一方の反クーデター勢力は、3月2日に発足した連邦議会代表委員会（CRPH）の臨時内閣、及び4月16日に発足した国民統一政府（NUG）が、いずれもクーデター以前の大統領であるウィンミンを引き続き大統領としている。だが、クーデター以降ウィンミンの身柄が国軍に拘束されているため、副大統領職を務める人物が権限を代行している（詳細後述）。

## 元首の一覧
| ビルマ連邦 (1948-1974)                         |                                                          |          |                                    |    |                                |              |                                   |
| 大統領 (1948-1962)                             |                                                          |          |                                    |    |                                |              |                                   |
| 代                                             | 大統領                                                   | 大統領   | 所属政党                           | 期 | 在任期間                       | 在任期間     | 備考                              |
| 001                                            | サオ・シュエタイッ စဝ်ရွှေသိုက် Sao Shwe Thaik                  |          | 反ファシスト人民自由連盟 （AFPFL） | 1  | 1948年1月4日 - 1952年3月16日   | 4年 + 72日   |                                   |
| 002                                            | バー・ウ ဘဦး Ba U                                         |          | 反ファシスト人民自由連盟 （AFPFL） | 2  | 1952年3月16日 - 1957年3月13日  | 4年 + 362日  |                                   |
| 003                                            | ウィン・マウン မန်းဝင်းမောင် Win Maung                          |          | 反ファシスト人民自由連盟 （AFPFL） | 3  | 1957年3月13日 - 1962年3月2日   | 4年 + 354日  | 任期満了前に解任                  |
| 連邦革命評議会議長 (1962-1974)                 |                                                          |          |                                    |    |                                |              |                                   |
| 代                                             | 議長                                                     | 議長     | 所属政党                           | 期 | 在任期間                       | 在任期間     | 備考                              |
| 00－                                           | ネ・ウィン နေဝင်း Ne Win                                    |          | 無所属 （軍人）                    | － | 1962年3月2日 - 1974年3月4日    | 12年 + 2日   |                                   |
| ビルマ連邦社会主義共和国 (1974-1988)           |                                                          |          |                                    |    |                                |              |                                   |
| 大統領                                         |                                                          |          |                                    |    |                                |              |                                   |
| 代                                             | 大統領                                                   | 大統領   | 所属政党                           | 期 | 在任期間                       | 在任期間     | 備考                              |
| 004                                            | ネ・ウィン နေဝင်း Ne Win                                    |          | ビルマ社会主義計画党 （BSPP）      | 1  | 1974年3月4日 - 1981年11月9日   | 7年 + 250日  |                                   |
| 005                                            | サン・ユ စန်းယု San Yu                                      |          | ビルマ社会主義計画党 （BSPP）      | 2  | 1981年11月9日 - 1988年7月25日  | 6年 + 259日  |                                   |
| 006                                            | セイン・ルイン စိန်လွင် Sein Lwin                            |          | ビルマ社会主義計画党 （BSPP）      | 3  | 1988年7月25日 - 1988年8月12日  | 18日         | 任期満了前に辞任                  |
| 00－                                           | エー・コ အေးကို၊ ဦး Aye Ko                                    |          | ビルマ社会主義計画党 （BSPP）      | 3  | 1988年8月12日 - 1988年8月19日  | 7日          | 大統領代行 （副大統領）           |
| 007                                            | マウン・マウン မောင်မောင် Maung Maung                          |          | ビルマ社会主義計画党 （BSPP）      | 4  | 1988年8月19日 - 1988年9月18日  | 30日         | 任期満了前に解任                  |
| ビルマ連邦・ミャンマー (1988-2011)             |                                                          |          |                                    |    |                                |              |                                   |
| 国家法秩序回復評議会議長 (1988-1997)           |                                                          |          |                                    |    |                                |              |                                   |
| 代                                             | 議長                                                     | 議長     | 所属政党                           | 期 | 在任期間                       | 在任期間     | 備考                              |
| 00－                                           | ソウ・マウン စောမောင် Saw Maung                               |          | 無所属 （軍人）                    | － | 1988年9月18日 - 1992年4月23日  | 3年 + 218日  |                                   |
| 00－                                           | タン・シュエ သန်းရွှေ Than Shwe                               |          | 無所属 （軍人）                    | － | 1992年4月23日 - 1997年11月15日 | 5年 + 206日  |                                   |
| 国家平和発展評議会議長 (1997-2011)             |                                                          |          |                                    |    |                                |              |                                   |
| 代                                             | 議長                                                     | 議長     | 所属政党                           | 期 | 在任期間                       | 在任期間     | 備考                              |
| 00－                                           | タン・シュエ သန်းရွှေ Than Shwe                               |          | 無所属 （軍人）                    | － | 1997年11月15日 - 2011年3月30日 | 13年 + 135日 |                                   |
| ミャンマー連邦共和国 (2011-現在)               |                                                          |          |                                    |    |                                |              |                                   |
| 大統領                                         |                                                          |          |                                    |    |                                |              |                                   |
| 代                                             | 大統領                                                   | 大統領   | 所属政党                           | 期 | 在任期間                       | 在任期間     | 備考                              |
| 008                                            | テイン・セイン သိန်းစိန် Thein Sein                           |          | 連邦団結発展党 （USDP）            | 1  | 2011年3月30日 - 2016年3月30日  | 5年 + 0日    |                                   |
| 009                                            | テイン・チョー ထင်ကျော် Htin Kyaw                             |          | 国民民主連盟 （NLD）               | 2  | 2016年3月30日 - 2018年3月21日  | 1年 + 356日  | 任期満了前に辞任                  |
| 00－                                           | ミン・スエ မြင့်ဆွေ Myint Swe                                 |          | 連邦団結発展党 （USDP）            | 2  | 2018年3月21日 - 2018年3月30日  | 9日          | 大統領代行 （第1副大統領）        |
| 010                                            | ウィン・ミン ဝင်းမြင့် Win Myint                              |          | 国民民主連盟 （NLD）               | 3  | 2018年3月30日 - 2021年2月1日   | 2年 + 308日  | 任期満了前に解任                  |
| 00－                                           | ミン・スエ မြင့်ဆွေ Myint Swe                                 |          | 連邦団結発展党 （USDP）            | － | 2021年2月1日 - 2024年7月22日   | 3年 + 172日  | 大統領代行 （第1副大統領）        |
| 00－                                           | ミン・アウン・フライン မင်းအောင်လှိုင် Min Aung Hlaing            |          | 無所属 （軍人）                    | － | 2024年7月22日 - （現職）       | 324日        | 大統領代行 （国家行政評議会議長） |
| 連邦議会代表委員会及び国民統一政府 (2021-現在) |                                                          |          |                                    |    |                                |              |                                   |
| 大統領                                         |                                                          |          |                                    |    |                                |              |                                   |
| 代                                             | 大統領                                                   | 大統領   | 所属政党                           | 期 | 在任期間                       | 在任期間     | 備考                              |
| 00－                                           | （空席）                                                 | （空席） | （空席）                           | － | 2021年2月1日 - 2021年3月2日    | 29日         |                                   |
| 001                                            | ウィン・ミン ဝင်းမြင့် Win Myint                              |          | 国民民主連盟 （NLD）               | 1  | 2021年3月2日 - （現職）        | 4年 + 101日  | 名目上                            |
| 00－                                           | マン・ウィン・カイン・タン မန်းဝင်းခိုင်သန် Mahn Win Khaing Than |          | 国民民主連盟 （NLD）               | 1  | 2021年3月9日 - 2021年4月16日   | 38日         | 大統領代行 （副大統領代行）       |
| 00－                                           | ドゥワ・ラシ・ラー ဒူဝါလရှီးလ Duwa Lashi La                   |          | カチン民族協議会 （WMR）           | 1  | 2021年4月16日 - （現職）       | 4年 + 56日   | 大統領代行 （副大統領）           |